# James Edward Buttersworth

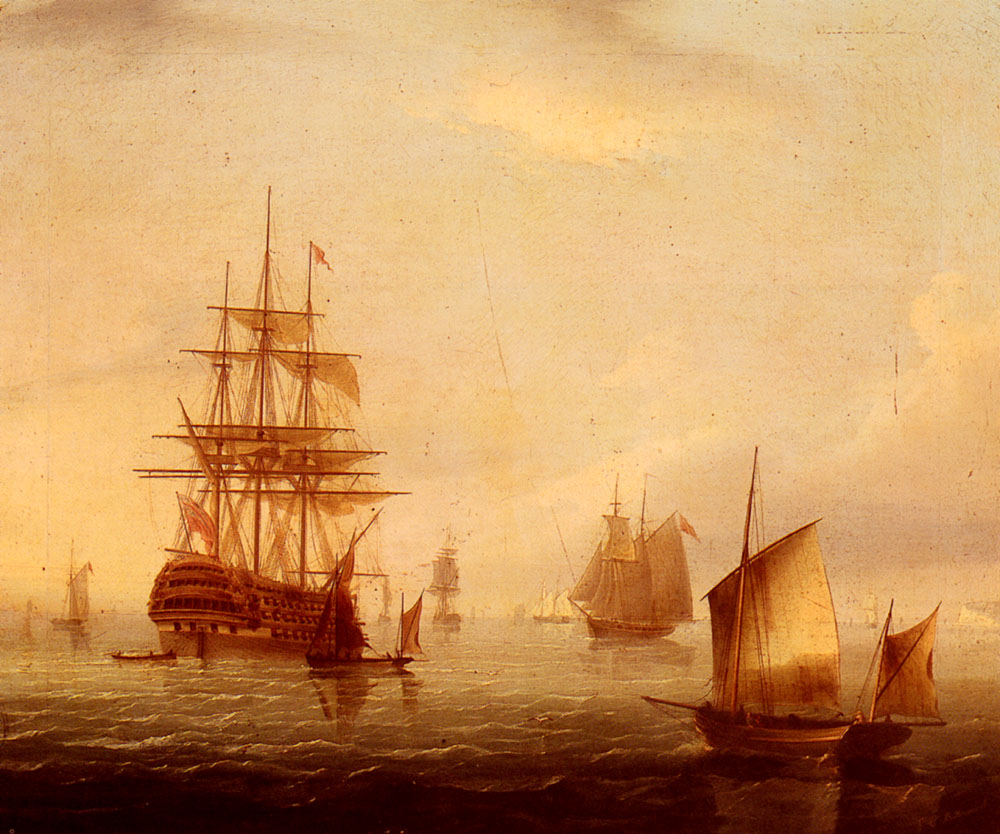
Żegluga u wybrzeża

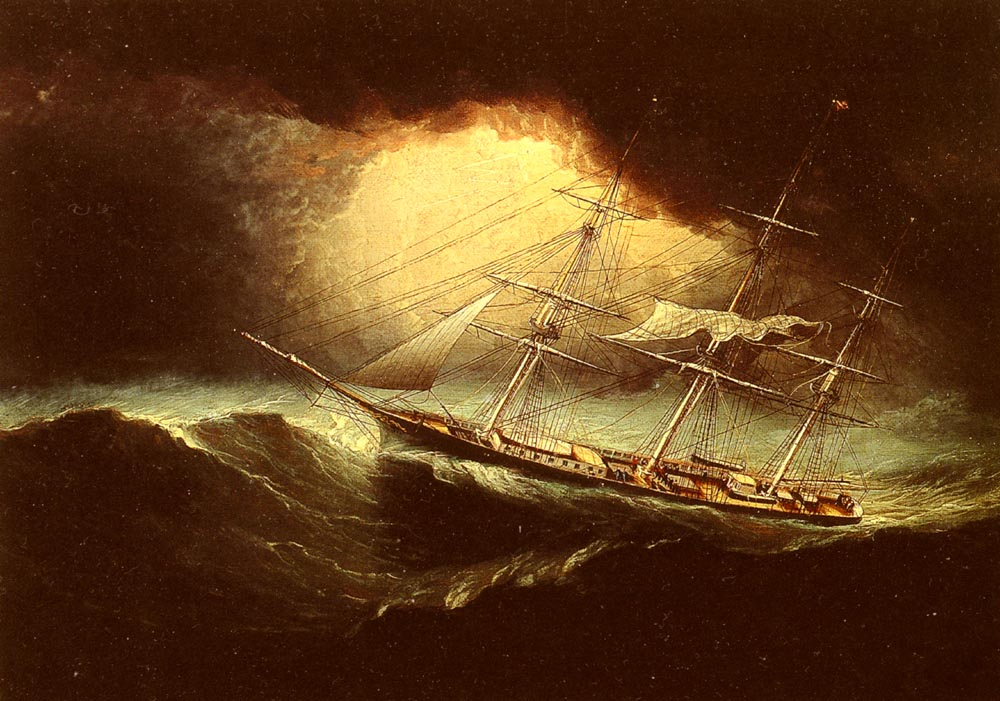
Żaglowiec w sztormie

James Edward Buttersworth (ur. 1817, zm. 1894) – angielski malarz marynista.
Urodził się w Londynie w rodzinie o tradycjach artystycznych, jego ojciec Thomas Buttersworth (1768 – 1842) również był malarzem marynistą. Ok. 1845 przeniósł się na stałe do Stanów Zjednoczonych i zamieszkał w West Hoboken w New Jersey (obecnie Union City).
Malował obrazy o tematyce morskiej, posługiwał się techniką olejną. Jego prace odznaczają się dbałością o szczegóły i z tego względu mają obecnie znaczną wartość historyczną. Przedstawiał żaglowce na pełnym morzu i u wybrzeży, jachty, klipry, czasami parowce, sceny z regat m.in. regaty o Puchar Ameryki. Główny nacisk kładł na efekty atmosferyczne i perspektywę uwydatniając w ten sposób przestrzenność kompozycji. Był bardzo płodnym twórcą, jego dorobek oceniany jest na co najmniej 600-850 obrazów. Według niektórych źródeł mogło być ich nawet ponad dwa tysiące, gdyż część znajdująca się w rękach prywatnych nigdy nie została opisana.
James Buttersworth uważany jest za czołowego marynistę XIX wieku, jego prace cieszą się nadal znaczną popularnością i osiągają ceny od 50 tys. do miliona dolarów.